# ORANGE/RAINBOW BIRD
「ORANGE/RAINBOW BIRD」（オレンジ/レインボー・バード）は、ゼリ→の10枚目のシングルであり、ダブルシングル。
2005年10月5日発売。発売元はVELVET SNOOZER。

## 解説
- 結成10周年、メジャーデビュー5周年記念ライブである10×5 ANNIVERSARY LIVE "THE MAN WHO STOLE ROCK'N'ROLL"にて発売が発表され、同ライブで初披露された。
- ダブルシングルという珍しい形態。両A面シングルと異なり、ジャケット及びケースが独立した通常のシングルをスリーブケースで2枚セットとしたものとなっている。
- アルバム『CAPE OF GOOD HOPE』の先行シングル。

## 収録曲
- ORANGE

1. ORANGE
　（作詞：ヤフミ/作曲：ヤフミ&カズキ）
2. 不良の行方のBGM
　（作詞：ヤフミ/作曲：カズキ&ヤフミ）
3. HUNTING TIGER
　（作詞：ヤフミ/作曲：ユータロー&コーヘイ）

- RAINBOW BIRD

1. RAINBOW BIRD
　（作詞：ヤフミ/作曲：ヤフミ&カズキ）
2. Black Nite Crash
　（作詞・作曲：Andy Bell）
1996年に発表されたRIDEの同ナンバーのカヴァー。
3. LIBERAL DIARY
　（作詞：ヤフミ/作曲：カズキ&ヤフミ）